# Borodino-Zaunkönig
Der Borodino-Zaunkönig (Troglodytes troglodytes orii) ist eine kontroverse Unterart des Zaunkönigs. Er ist nur durch den Holotypus, ein Männchen, bekannt, der im Januar 1938 auf Minami-daitō, der Hauptinsel der Daitō-Inseln (früher als Borodino-Inseln bezeichnet) östlich von Okinawa gesammelt wurde und sich heute im Yamashina Institute for Ornithology (Collection No. 25476) befindet. Der japanische Ornithologe Yoshimaro Yamashina beschrieb diesen Vogel als neue Unterart, nachdem er ihn mit 114 Exemplaren anderer Zaunkönigtaxa aus den umgebenden Gebieten verglichen hatte. Mit dem Artepitheton ehrte Yamashina den Vogelsammler Hyojiri Orii, der diesen Vogel entdeckte.
Der Borodino-Zaunkönig erreichte eine Größe von neun bis elf Zentimeter. Er war ein Buschbewohner, der sich von Insekten ernährte.
In jüngster Zeit kam es jedoch immer häufiger zu Beobachtungen von Zaunkönigen auf Yonaguni und Okinawa. Deshalb liegt die Vermutung nahe, dass der Vogel von Daitō lediglich ein verirrter Zugvogel der Unterarten von Honshū (T. t. fumigatus), Yakushima/Tanegashima (T. t. ogawae) oder von Izu (T. t. mosukei) (Vaurie, 1955) gewesen sein könnte, zumal er der Unterart von Izu sehr ähnlich sieht.
Zweifellos wurden jedoch viele Vogelpopulationen auf den Inseln südlich von Japan in den späten 1930er Jahren ausgerottet, deren Lebensraum durch zivile und militärische Niederlassungen zerstört wurde.